# Karolina Gajewska
Karolina Gajewska (Działdowo; 31 de Julho de 1972 —) é um político da Polónia. Foi eleito para a Sejm em 25 de Setembro de 2005 com 4784 votos em 34 no distrito de Elbląg, candidato pelas listas do partido Prawo i Sprawiedliwość.